# ニシセグロカモメ

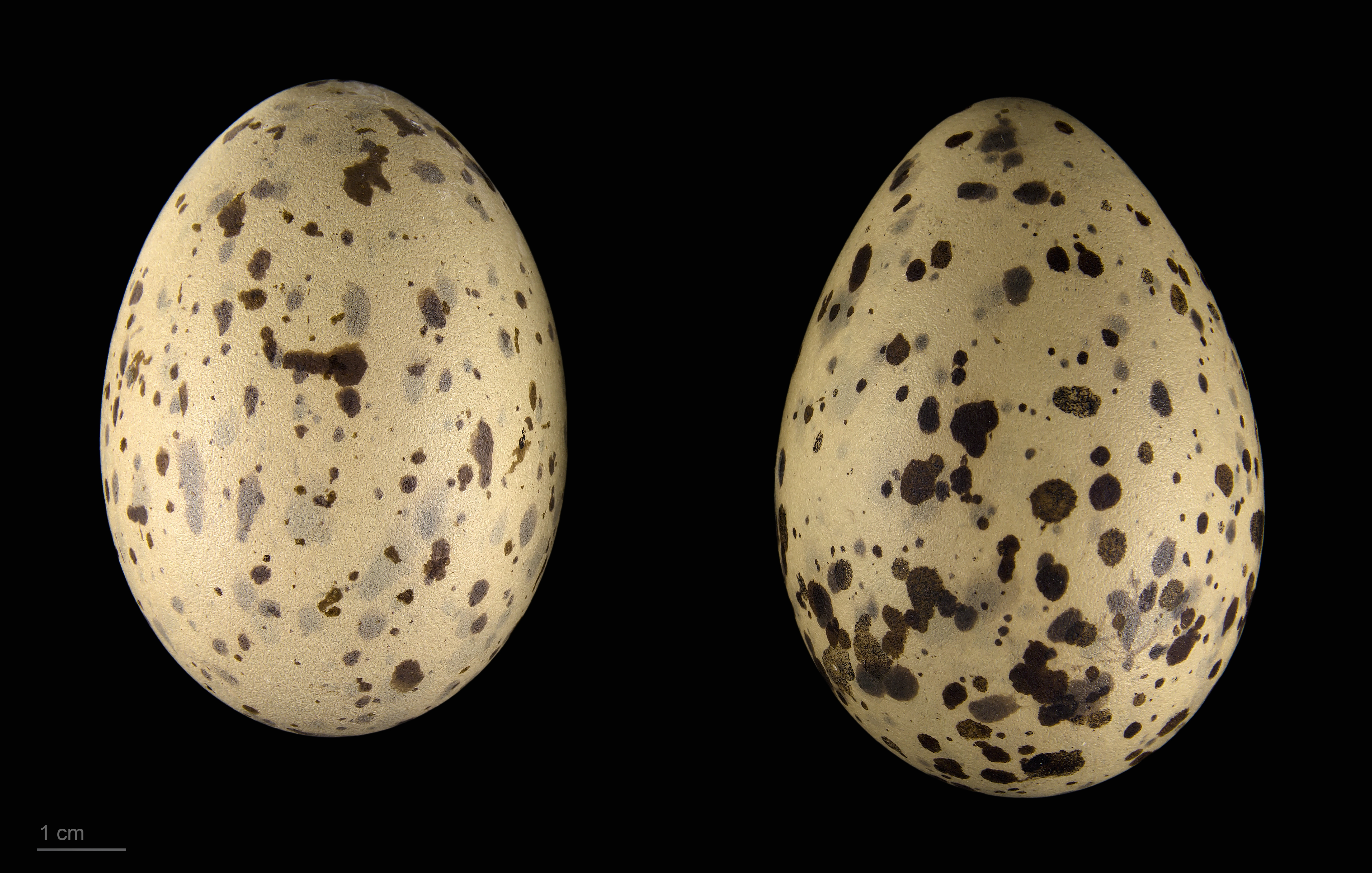
Larus fuscus graellsii

ニシセグロカモメ（学名：Larus fuscus）は、チドリ目カモメ科に分類される鳥類の一種。

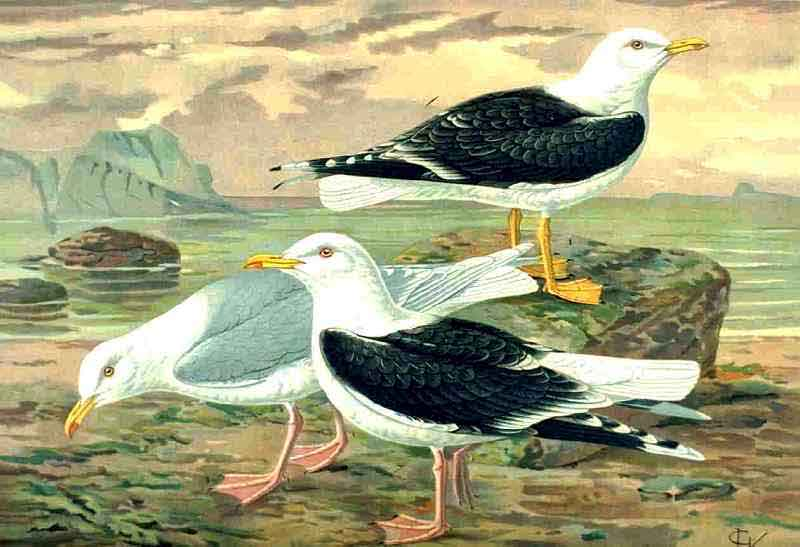
上がニシセグロカモメ、下がオオカモメ、左がシロカモメ